# 't Waar
 't Waar (Gronings: t Woar) is een streekdorp in de gemeente Oldambt in de provincie Groningen (Nederland), gelegen in het Oldambt. 't Waar vormt een tweelingdorp met Nieuw-Scheemda, waartoe het grootste deel vanouds ook kerkelijk behoorde. Een handvol woningen ten noorden van de Hoofdweg in 't Waar viel onder Nieuwolda.
Het dorp ligt op een inversierug in de ingepolderde Dollard, gevormd door de oeverwal van het middeleeuwse riviertje de Munter Ae. De oudste kern is de Molenhorn, mogelijk gelegen op een wierde. De korenmolen wordt genoemd in 1598 en 1602, maar hij zal hier al langer hebben gestaan. Ten oosten van 't Waar ligt vruchtpaar polderland, bedijkt in de 17e eeuw. De laag gelegen landerijen ten westen van het dorp bestonden oorspronkelijk uit moerasland of vledder. De naam De Dellen verwijst naar de lage ligging.
De naam van het dorp verwijst naar een keersluis in het Termunterzijldiep, gebouwd in 1611 (of mogelijk al eerder) om de afwatering te reguleren. Vanwege afwateringsproblemen vroeg het zijlvest in 1613 advies aan de bekende bouwkundige Gerhart Evert Pilooth uit Emden. Om te voorkomen dat de lager gelegen dorpen Noordbroek en Nieuw-Scheemda last kregen van het veenwater uit Scheemda, Meeden en Zuidbroek, werd de bovenloop van het diep voortaan op vaste tijden afgesloten. Daardoor kon het water uit de lagere delen van het gebied ongestoord naar zee stromen. Woar of waar (vgl. bewaren) is een oud synoniem voor keersluis. Vanaf het einde van de 18e eeuw werd de keersluis niet meer gebruikt. De schutdeuren werden bij de Februarivloed van 1825 tijdelijk gesloten. Tien jaar later was er nog sprake van een sluismeester of waarwaarder.
't Waar ontwikkelde zich rond 1700 tot een bedrijvig handelsplaatsje met een eigen school (1701), een pelmolen (1698), een bierbrouwerij, herbergen, winkels en ambachtelijke bedrijven.   
Aan het Zijldiep bevond zich sinds het begin van de 18e eeuw de buitenplaats Waarhoek die werd bewoond door de invloedrijke familie Geertsema uit de stad Groningen. Bij de borg hoorde tevens een heeren huisinge aan het Zijldiep (naast de Leeuwenborg). Bij het pachtersoproer van 1748 werd de borg geplunderd en het bijbehorende park met de duiventil vernield. De eigenaar, oud-burgemeester Johan Geertsema, stierf in 1758. Het Huis Waarhoek met deszelfs hoven is in 1774 verkocht. Daarnaast was in 1777 was sprake een oud heeren borg aan de overzijde van het Zijldiep, die kennelijk was afgebroken. De kopers verplichtten zich de duiventil in stand te houden en moesten ieder jaar honderd kuikens aan de familie leveren, wat nog in 1913 gebeurde. Het omgrachte terrein aan het Zijldiep is omstreeks 1976 geëgaliseerd.  
Dicht bij het dorp verrees in 1774 de houtzaagmolen van de familie Van Houten met twee herenhuizen, een houtstek en personeelswoningen. De grachten van het park dienden voortaan voor het wateren van boomstammen.  Een maquette van het complex rond de houtzaagmolen uit 1865 is te zien in de kerk van Nieuw-Scheemda. Een minuscuul poppetje achter een raampje beeldt de maker uit, waarbij geschreven staat: "Als dit stokken is, jokken mie de koezen nait meer". Hij is kort daarna overleden. De molen is in 1913 afgebrand. Vanaf 1963 was hier de jachtwerf Waarschip te vinden. 
De school werd ook door kinderen uit het aangrenzende deel van Nieuwolda bezocht. Het onderwijs was aanvankelijk particulier en stond goed bekend. De school werd in 1846 overgenomen door de betrokken gemeenten, waarna in 1882 en nieuw gebouw voor 231 leerlingen (meer dan het dubbele van Nieuw-Scheemda) verrees. De school sloot in 1934 zijn deuren nadat het aantal leerlingen was teruggelopen tot 52.
De dorpskern ligt tussen het Termunterzijldiep en het Buiten Nieuwediep of Oude Diep (Ol Daipke). Het laatste kanaal uit 1665 was aanvankelijk bedoeld om scheepvaartverkeer naar Groningen mogelijk te maken. Het onderhoud liet echter vaak te wensen over
't Waar lag sinds 1910 aan de spoorlijn Zuidbroek - Delfzijl, waarbij het dorp de stopplaats Nieuw Scheemda-'t Waar deelde met Nieuw-Scheemda. De stopplaats kwam in 1934 gesloten en vijf jaar later is ook de spoorlijn opgeheven. 't Waar had een tijdlang een eigen postkantoor; poststukken voor Nieuw.-Scheemda kregen de adressering Post 't Waar. Omstreeks 1975 werd de Hoofdweg doorgetrokken, waardoor het verkeer niet meer door de dorpskern gaat. Ook een deel van het Oude Diep werd gedempt, waarbij de brug kwam te vervallen.
In 't Waar staat een oorlogsmonument voor de slachtoffers van een beschieting door de batterij Fiemel op 15 april 1945, waarbij enkele granaten terecht kwamen tussen feestende mensen die de bevrijders verwelkomden. Vijf omstanders en een Poolse militair, Jan Dobrasz, kwamen om het leven.

## Natuurgebieden
Het natuurgebied Barlagenpolder is in 1970 ontstaan door het onder water zetten van kleilanden die door de eerdere winning van kalkhoudende blauwe klei erg laag waren komen te liggen. Een deel van het gebied bestaat uit het voormalige park van het landgoed van de familie Geertsema, waarvan de grachten nog zichtbaar zijn. Ook het verhoogde erf de pelmolen is bewaard gebleven. 
Het Hondshalstermeer bestaat uit een boezemgebied van waterschap Hunze en Aa's, dat volop plek biedt aan watervogels.